# المشناقة السفلى

تعديل مصدري - تعديل

المشناقة السفلى هي إحدى حارات حي يريم بمدينة يريم أحد مدن محافظة إب، بلغ تعداد سكانها 918 نسمة حسب تعداد اليمن لعام 2004.